# HJ文庫大賞
HJ文庫大賞（HJ文庫大賞）是由Hobby Japan於舉辦的文學獎。於2006年開始招募。獲獎作於HJ文庫出版。
在2006年9月，由同社的輕小說雜誌《Novel JAPAN》創刊時一同舉行，起名《Novel JAPAN大賞》。其後《Novel JAPAN》於2007年8月號更名《Charano!》，加上雜誌於2009年1月（2009年3月號）休刊，導致大賞的名稱變得不適合，於2011年，第6回的募集期間的途中變更為現在的名稱。

## 選考委員
第1回（2006年）、第2回（2007年）
榊一郎・五代ゆう・松岡卓（ZERO-Section）・星野孝太（Hobby Japan 取締役編集制作局長）
第3回（2008年）〜
宇田川芳彦（HJ文庫編集長）・其他

## 入賞作品一覧
斜字為未出版，（）内為出版書名，系列作有不同副標題時以獲獎作標題爲準。未有中文書名以日文原名表示。
| 回數             | 獎項          | 標題 （出版時標題）                                | 作者 （出版時筆名）               | 代理                |
| ---------------- | ------------- | -------------------------------------------------- | --------------------------------- | ------------------- |
| 第1回 （2006年） | 大賞          | 生物因何不死?（） （礦物質超女（）                 | 冬樹忍                            | 東立出版社          |
| 第1回 （2006年） | 優秀賞        | （SAS公主特勤組（）                                | 鳥居羊                            | 東立出版社          |
| 第1回 （2006年） | 佳作          | （CUTTING 傷痕（）                                 | 翅田大介                          | 東立出版社          |
| 第1回 （2006年） | 獎勵賞        | 戀上不死之男的少女（）                             | 空埜一樹                          | 東立出版社          |
| 第1回 （2006年） | 獎勵賞        | （阿妮絲與愛擺臭臉的魔法使（）                     | 花房牧生                          | 東立出版社          |
| 第2回 （2007年） | 大賞          | Wizard's Fugue （スクランブル・ウィザード）                                | すえばしけん                      |                     |
| 第2回 （2007年） | 優秀賞        | （眼鏡少女HOLIC（）                                | 上衛栖鐡人 （上栖綴人）           | 東立出版社          |
| 第2回 （2007年） | 佳作          | （）                                               | 藤春都                            |                     |
| 第2回 （2007年） | 獎勵賞        |                                                    | 西村文宏                          |                     |
| 第2回 （2007年） | 審査員 特別賞 | （）                                               | 星野彼方                          |                     |
| 第3回 （2008年） | 大賞          | （）                                               | あるくん （藤谷ある）             |                     |
| 第3回 （2008年） | 優秀賞        |                                                    | 久遠九音 （久遠くおん）           |                     |
| 第3回 （2008年） | 佳作          | （）                                               | にのまえはじめ （にのまえあゆむ） |                     |
| 第3回 （2008年） | 佳作          | 原中三十四                                         |                                   |                     |
| 第3回 （2008年） | 獎勵賞        | （）                                               | 金子兼子 （内堀優一）             |                     |
| 第3回 （2008年） | 獎勵賞        | 初宿遊魚 （しやけ遊魚）                            |                                   |                     |
| 第3回 （2008年） | 特別賞        | （）                                               | 愛州かりみ （愛洲かりみ）         |                     |
| 第4回 （2009年） | 金賞          | （）                                               | 谷口シュンスケ                    |                     |
| 第4回 （2009年） | 金賞          | （STITCH裁縫少女！（）                             | 相内円                            | 東立出版社          |
| 第4回 （2009年） | 銀賞          | （前略。我與貓和天使同居。（）                     | 緋月薙                            | 東立出版社          |
| 第4回 （2009年） | 銀賞          | （鋼音之劍 1 Close Encounter with the Ragnarek（） | 無嶋樹了                          | 東立出版社          |
| 第4回 （2009年） | 獎勵賞        | （）                                               | 若桜拓海                          |                     |
| 第4回 （2009年） | 特別賞        |                                                    | 白金真一                          |                     |
| 第5回 （2010年） | 大賞          | （我與她的絕對領域（）                             | 鷹山誠一                          | 東立出版社 吉美文化 |
| 第5回 （2010年） | 金賞          | （我果然還是渾然不覺（）                           | 望公太                            | 東立出版社          |
| 第5回 （2010年） | 銀賞          | （我的妹妹會讀漢字（）                             | かじいたかし                      | 東立出版社 吉美文化 |
| 第5回 （2010年） | 銀賞          | （白銀龍王的搖籃（）                               | ツガワトモタカ                    | 東立出版社          |
| 第5回 （2010年） | 獎勵賞        | （）                                               | 浅野大志                          |                     |
| 第5回 （2010年） | 獎勵賞        | （）                                               | 坂井テルオ                        |                     |
| 第6回 （2011年） | 大賞          | （魔王的我與不死公主的戒指（）                     | 柑橘ペンギン （柑橘ゆすら）       | 東立出版社          |
| 第6回 （2011年） | 金賞          | （SAMURAI BLOOD武士之血1～天守無雙～（）           | 松時ノ介                          | 東立出版社          |
| 第6回 （2011年） | 銀賞          | （）                                               | 草薙アキ                          |                     |
| 第6回 （2011年） | 銀賞          | （）                                               | ハヤケン                          |                     |
| 第6回 （2011年） | 獎勵賞        |                                                    | 柑橘ペンギン （柑橘ゆすら）       |                     |
| 第6回 （2011年） | 獎勵賞        | （）                                               | 松岡万作                          |                     |
| 第6回 （2011年） | 獎勵賞        | （）                                               | 米倉あきら                        |                     |
| 第7回 （2012年） | 大賞          | 時之惡魔與三篇物語（）                             | ころみごや                        | 東立出版社          |
| 第7回 （2012年） | 金賞          | 我的姊姊有中二病（）                               | はぐれっち （藤孝剛志）           | 東立出版社          |
| 第7回 （2012年） | 銀賞          |                                                    | 思惟入                            |                     |
| 第7回 （2012年） | 銀賞          | ぼくのみぎあしをかえして                           |                                   |                     |
| 第7回 （2012年） | 銀賞          | （）                                               | 百瀬ヨルカ                        |                     |
| 第7回 （2012年） | 獎勵賞        |                                                    | 無側迫                            |                     |

## 注解
1. ↑  把「角色」及「Ranobe」（「輕小說」的略稱）結合的造語。
2. ↑  在得獎之前，於2006年，以「藤村脩」名義在LEAF出版出道，作品名。
3. ↑  得獎作未能出版，後以出道。

## 関連項目
- HJ文庫

## 外部連結
- HJ文庫大賞（页面存档备份，存于）